# Liste d'élections en 1774
Chronologie des élections
- 1770
- 1771
- 1772
- 1773
- 1774
- 1775
- 1776
- 1777
- 1778

Cet article recense les élections organisées durant l'année 1774.

Au XVIIIe siècle, seuls trois pays organisent des élections nationales, au sens de consultations populaires : le royaume de Grande-Bretagne, à partir de sa formation en 1707 ; les États-Unis d'Amérique, qui proclament leur indépendance en 1776 durant la révolution américaine ; et la France à la suite de la Révolution française de 1789. À ceux-ci, il faut ajouter le royaume d'Irlande, État officiellement distinct du Royaume de Grande-Bretagne et doté de son propre parlement. Seule la France (à partir de 1792) applique le suffrage universel masculin ; en Grande-Bretagne, aux États-Unis et en Irlande, le suffrage censitaire s'applique. En Irlande, par ailleurs, le droit de vote est réservé aux protestants, excluant la majorité catholique.

## Élections nationales en 1774
| Date                              | État              | Élection ou référendum | Contexte | Résultat |
| --------------------------------- | ----------------- | ---------------------- | --- | --- |
| 5 octobre 1774 - 10 novembre 1774 | Grande-Bretagne   | Générales              | À cette époque, les élections n'avaient pas lieu au même moment dans toutes les circonscriptions.Le gouvernement de North insista pour que les élections aient lieu en 1774 (au lieu de 1775 comme prévu), en partie pour éviter que les élections ne coïncident avec des tensions croissantes dans les colonies américaines. | Les conservateurs conservent la majorité absolue des sièges à la Chambre des communes. Ils ne sont pas encore constitués en un parti politique, bien que leurs adversaires, du Parti whig, les qualifient de Tories. Lord North demeure premier ministre. |
| 5 octobre 1774 - 15 février 1775  | États pontificaux | Conclave               | Ce conclave fait suite au décès du pape Clément XIV le 22 septembre 1774 | Voir l'article : Liste d'élections en 1775. |